# Fuga Libera
Fuga Libera est un label discographique belge de musique classique, basé à Bruxelles, et détenu par le groupe Outhere.

## Histoire
Le label est fondé en 2004 par Michel Stockhem, qui l'a dirigé de 2004 à 2012. Il est historiquement le premier label à appartenir au groupe Outhere. Fuga Libera propose un répertoire allant de la musique baroque à la musique contemporaine. 
Fuga Libera est le principal label belge[réf. souhaitée] pour le répertoire des XIXe siècle et XXe siècle. Comme les autres labels du groupe Outhere, il bénéficie d'une importante distribution internationale[réf. souhaitée].

## Récompenses
Ses publications ont déjà été récompensées de plusieurs prix dont le Diapason d'or,, le Choc de Classica et l'Editor's Choice de Gramophone.

## Partenaires
Parmi les partenaires du label figurent la Chapelle Musicale Reine Elisabeth, l'Orchestre National de Belgique, le Concours Musical International Reine Elisabeth de Belgique, Il Fondamento, les ensembles de musique de chambre Oxalys, Het Collectief, le Quatuor Danel, le quatuor Alfama et le Trio Dali.